# ATP World Tour 2017

Das Logo der ATP World Tour 2017

Die ATP World Tour 2017 war die höchste Wettbewerbsserie im männlichen Profitennis im Jahr 2017 und wurde von der ATP organisiert. Sie bestand aus den vier Grand-Slam-Turnieren (von der ITF betreut) sowie aus den ATP World Tour Masters 1000, den ATP World Tour 500 und denn ATP World Tour 250 in absteigender Bedeutung. Darüber hinaus gehörten die ATP Finals, erstmals die Next Generation ATP Finals, der Davis Cup sowie der Hopman Cup dazu. Letztere beiden wurden wie die Grand Slams von der ITF organisiert.

## Übersicht
2017 wurden insgesamt 68 Turniere in 31 Ländern auf sechs Kontinenten ausgetragen. Die vier Grand-Slam-Turniere, der Davis Cup und der Hopman Cup wurden von der ITF veranstaltet und waren nicht Bestandteil der ATP World Tour. 2017 wurde erstmals ein Saisonabschluss der acht besten Junior-Tennisspieler (U21) gespielt.
| Anzahl der Turniere nach Turnierserie |
| ------------------------------------- |
| 4 Grand-Slam-Turniere                 |
| ATP Finals Next Generation ATP Finals |
| 9 ATP Tour Masters 1000               |
| 13 ATP Tour 500                       |
| 40 ATP Tour 250                       |
| Davis Cup                             |
| Teamwettbewerb                        |

## Turnierplan

### Januar
| Datum  | Turnier | Sieger                                | Finalgegner                   | Ergebnis                |
| ------ | --- | ------------------------------------- | ----------------------------- | ----------------------- |
| 01.01. | Brisbane International Brisbane, Australien ATP World Tour 250 – Hartplatz 28E / 16D – $ 437.380 / $ 495.630  | Grigor Dimitrow                       | Kei Nishikori                 | 6:2, 2:6, 6:3           |
| 01.01. | Brisbane International Brisbane, Australien ATP World Tour 250 – Hartplatz 28E / 16D – $ 437.380 / $ 495.630  | Thanasi Kokkinakis Jordan Thompson    | Gilles Müller Sam Querrey     | 7:67, 6:4               |
| 02.01. | Aircel Chennai Open Chennai, Indien ATP World Tour 250 – Hartplatz 28E / 16D – $ 447.480 / $ 505.730          | Roberto Bautista Agut                 | Daniil Medwedew               | 6:3, 6:4                |
| 02.01. | Aircel Chennai Open Chennai, Indien ATP World Tour 250 – Hartplatz 28E / 16D – $ 447.480 / $ 505.730          | Rohan Bopanna Jeevan Nedunchezhiyan   | Purav Raja Divij Sharan       | 6:3, 6:4                |
| 02.01. | Qatar ExxonMobil Open Doha, Katar ATP World Tour 250 – Hartplatz 32E / 16D – $ 1.237.190 / $ 1.334.270        | Novak Đoković                         | Andy Murray                   | 6:3, 5:7, 6:4           |
| 02.01. | Qatar ExxonMobil Open Doha, Katar ATP World Tour 250 – Hartplatz 32E / 16D – $ 1.237.190 / $ 1.334.270        | Jérémy Chardy Fabrice Martin          | Vasek Pospisil Radek Štěpánek | 6:4, 7:63               |
| 08.01. | Apia International Sydney Sydney, Australien ATP World Tour 250 – Hartplatz 28E / 16D – $ 437.380 / $ 495.630 | Gilles Müller                         | Daniel Evans                  | 7:65, 6:2               |
| 08.01. | Apia International Sydney Sydney, Australien ATP World Tour 250 – Hartplatz 28E / 16D – $ 437.380 / $ 495.630 | Wesley Koolhof Matwé Middelkoop       | Jamie Murray Bruno Soares     | 6:3, 7:5                |
| 09.01. | ASB Classic Auckland, Neuseeland ATP World Tour 250 – Hartplatz 28E / 16D – $ 450.110 / $ 508.360             | Jack Sock                             | João Sousa                    | 6:3, 5:7, 6:3           |
| 09.01. | ASB Classic Auckland, Neuseeland ATP World Tour 250 – Hartplatz 28E / 16D – $ 450.110 / $ 508.360             | Marcin Matkowski Aisam-ul-Haq Qureshi | Jonathan Erlich Scott Lipsky  | 1:6, 6:2, [10:3]        |
| 16.01. | Australian Open Melbourne, Australien Grand Slam – Hartplatz 128E / 64D / 32MX – A$ 50.000.000                | Roger Federer                         | Rafael Nadal                  | 6:4, 3:6, 6:1, 3:6, 6:3 |
| 16.01. | Australian Open Melbourne, Australien Grand Slam – Hartplatz 128E / 64D / 32MX – A$ 50.000.000                | Henri Kontinen John Peers             | Bob Bryan Mike Bryan          | 7:5, 7:5                |
| 16.01. | Australian Open Melbourne, Australien Grand Slam – Hartplatz 128E / 64D / 32MX – A$ 50.000.000                | Abigail Spears Juan Sebastián Cabal   | Sania Mirza Ivan Dodig        | 6:2, 6:4                |

### Februar
| Datum  | Turnier | Sieger                            | Finalgegner                       | Ergebnis                |
| ------ | --- | --------------------------------- | --------------------------------- | ----------------------- |
| 03.02. | Davis Cup – Erste Runde | Davis Cup – Erste Runde           | Davis Cup – Erste Runde           | Davis Cup – Erste Runde |
| 06.02. | Open Sud de France Montpellier, Frankreich ATP World Tour 250 – Hartplatz (Halle) 28E / 16D – € 482.060 / € 540.310                           | Alexander Zverev                  | Richard Gasquet                   | 7:64, 6:3               |
| 06.02. | Open Sud de France Montpellier, Frankreich ATP World Tour 250 – Hartplatz (Halle) 28E / 16D – € 482.060 / € 540.310                           | Alexander Zverev Mischa Zverev    | Fabrice Martin Daniel Nestor      | 6:4, 6:73, [10:7]       |
| 06.02. | Garanti Koza Sofia Open Sofia, Bulgarien ATP World Tour 250 – Hartplatz (Halle) 28E / 16D – € 482.060 / € 540.310                             | Grigor Dimitrow                   | David Goffin                      | 7:5, 6:4                |
| 06.02. | Garanti Koza Sofia Open Sofia, Bulgarien ATP World Tour 250 – Hartplatz (Halle) 28E / 16D – € 482.060 / € 540.310                             | Viktor Troicki Nenad Zimonjić     | Michail Jelgin Andrei Kusnezow    | 6:4, 6:4                |
| 06.02. | Ecuador Open Quito, Ecuador ATP World Tour 250 – Sand 28E / 16D – $ 482.060 / $ 540.310                                                       | Víctor Estrella                   | Paolo Lorenzi                     | 6:72, 7:5, 7:66         |
| 06.02. | Ecuador Open Quito, Ecuador ATP World Tour 250 – Sand 28E / 16D – $ 482.060 / $ 540.310                                                       | Jamie Cerretani Philipp Oswald    | Julio Peralta Horacio Zeballos    | 6:3, 2:1 aufgg.         |
| 13.02. | ABN AMRO World Tennis Tournament Rotterdam, Niederlande ATP World Tour 500 – Hartplatz (Halle) 32E / 16D – € 1.724.930 / € 1.854.365          | Jo-Wilfried Tsonga                | David Goffin                      | 4:6, 6:4, 6:1           |
| 13.02. | ABN AMRO World Tennis Tournament Rotterdam, Niederlande ATP World Tour 500 – Hartplatz (Halle) 32E / 16D – € 1.724.930 / € 1.854.365          | Ivan Dodig Marcel Granollers      | Wesley Koolhof Matwé Middelkoop   | 7:65, 6:3               |
| 13.02. | Memphis Open Memphis, Vereinigte Staaten ATP World Tour 250 – Hartplatz (Halle) 28E / 16D – $ 642.750 / $ 720.410                             | Ryan Harrison                     | Nikolos Bassilaschwili            | 6:1, 6:4                |
| 13.02. | Memphis Open Memphis, Vereinigte Staaten ATP World Tour 250 – Hartplatz (Halle) 28E / 16D – $ 642.750 / $ 720.410                             | Brian Baker Nikola Mektić         | Ryan Harrison Steve Johnson       | 6:3, 6:4                |
| 13.02. | Argentina Open Buenos Aires, Argentinien ATP World Tour 250 – Sand 28E / 16D – $ 546.680 / $ 624.340                                          | Oleksandr Dolhopolow              | Kei Nishikori                     | 7:64, 6:4               |
| 13.02. | Argentina Open Buenos Aires, Argentinien ATP World Tour 250 – Sand 28E / 16D – $ 546.680 / $ 624.340                                          | Juan Sebastián Cabal Robert Farah | Santiago González David Marrero   | 6:1, 6:4                |
| 20.02. | Rio Open Rio de Janeiro, Brasilien ATP World Tour 500 – Sand 32E / 16 D – $ 1.461.560 / $ 1.603.940                                           | Dominic Thiem                     | Pablo Carreño Busta               | 7:5, 6:4                |
| 20.02. | Rio Open Rio de Janeiro, Brasilien ATP World Tour 500 – Sand 32E / 16 D – $ 1.461.560 / $ 1.603.940                                           | Pablo Carreño Busta Pablo Cuevas  | Juan Sebastián Cabal Robert Farah | 6:4, 5:7, [10:8]        |
| 20.02. | Delray Beach Open Delray Beach, Vereinigte Staaten ATP World Tour 250 – Hartplatz 32E / 16D – $ 534.625 / $ 599.345                           | Jack Sock                         | Milos Raonic                      | kampflos                |
| 20.02. | Delray Beach Open Delray Beach, Vereinigte Staaten ATP World Tour 250 – Hartplatz 32E / 16D – $ 534.625 / $ 599.345                           | Raven Klaasen Rajeev Ram          | Treat Huey Maks Mirny             | 7:5, 7:5                |
| 20.02. | Open 13 Marseille, Frankreich ATP World Tour 250 – Hartplatz (Halle) 28E / 16D – € 620.660 / € 691.850                                        | Jo-Wilfried Tsonga                | Lucas Pouille                     | 6:4, 6:4                |
| 20.02. | Open 13 Marseille, Frankreich ATP World Tour 250 – Hartplatz (Halle) 28E / 16D – € 620.660 / € 691.850                                        | Julien Benneteau Nicolas Mahut    | Robin Haase Dominic Inglot        | 6:4, 6:79, [10:5]       |
| 27.02. | Abierto Mexicano Telcel Acapulco, Mexiko ATP World Tour 500 – Hartplatz 32E / 16D – $ 1.491.310 / $ 1.633.690                                 | Sam Querrey                       | Rafael Nadal                      | 6:3, 7:63               |
| 27.02. | Abierto Mexicano Telcel Acapulco, Mexiko ATP World Tour 500 – Hartplatz 32E / 16D – $ 1.491.310 / $ 1.633.690                                 | Jamie Murray Bruno Soares         | John Isner Feliciano López        | 6:3, 6:3                |
| 27.02. | Dubai Duty Free Tennis Championships Dubai, Vereinigte Arabische Emirate ATP World Tour 500 – Hartplatz 32E / 16D – $ 2.429.150 / $ 2.858.530 | Andy Murray                       | Fernando Verdasco                 | 6:3, 6:2                |
| 27.02. | Dubai Duty Free Tennis Championships Dubai, Vereinigte Arabische Emirate ATP World Tour 500 – Hartplatz 32E / 16D – $ 2.429.150 / $ 2.858.530 | Jean-Julien Rojer Horia Tecău     | Rohan Bopanna Marcin Matkowski    | 4:6, 6:3, [10:3]        |
| 27.02. | Brasil Open São Paulo, Brasilien ATP World Tour 250 – Sand 28E / 16D – $ 455.565 / $ 520.285                                                  | Pablo Cuevas                      | Albert Ramos Viñolas              | 6:73, 6:4, 6:4          |
| 27.02. | Brasil Open São Paulo, Brasilien ATP World Tour 250 – Sand 28E / 16D – $ 455.565 / $ 520.285                                                  | Rogério Dutra da Silva André Sá   | Marcus Daniell Marcelo Demoliner  | 7:65, 5:7, [10:7]       |

### März
| Datum  | Turnier | Sieger                    | Finalgegner               | Ergebnis          |
| ------ | --- | ------------------------- | ------------------------- | ----------------- |
| 06.03. | BNP Paribas Open Indian Wells, Vereinigte Staaten World Tour Masters 1000 – Hartplatz 96E / 32D – $ 6.993.450 / $ 7.913.405 | Roger Federer             | Stan Wawrinka             | 6:4, 7:5          |
| 06.03. | BNP Paribas Open Indian Wells, Vereinigte Staaten World Tour Masters 1000 – Hartplatz 96E / 32D – $ 6.993.450 / $ 7.913.405 | Raven Klaasen Rajeev Ram  | Łukasz Kubot Marcelo Melo | 6:71, 6:4, [10:8] |
| 20.03. | Miami Open Miami, Vereinigte Staaten World Tour Masters 1000 – Hartplatz 96E / 32D – $ 6.993.450/ $ 7.913.405               | Roger Federer             | Rafael Nadal              | 6:3, 6:4          |
| 20.03. | Miami Open Miami, Vereinigte Staaten World Tour Masters 1000 – Hartplatz 96E / 32D – $ 6.993.450/ $ 7.913.405               | Łukasz Kubot Marcelo Melo | Nicholas Monroe Jack Sock | 7:5, 6:3          |

### April
| 07.04. | Davis Cup – Viertelfinale                                                                                               | Davis Cup – Viertelfinale          | Davis Cup – Viertelfinale         | Davis Cup – Viertelfinale | Davis Cup – Viertelfinale | Davis Cup – Viertelfinale | Davis Cup – Viertelfinale |
| 10.04. | Grand Prix Hassan II Marrakesch, Marokko ATP World Tour 250 – Sand 28E / 16D – € 482.060/ € 540.310                     | Borna Ćorić                        | Philipp Kohlschreiber             | 5:7, 7:63, 7:5            |                           |                           |                           |
| 10.04. | Grand Prix Hassan II Marrakesch, Marokko ATP World Tour 250 – Sand 28E / 16D – € 482.060/ € 540.310                     | Dominic Inglot Mate Pavić          | Marcel Granollers Marc López      | 6:4, 2:6, [11:9]          |                           |                           |                           |
| 10.04. | US Men’s Clay Court Championship Houston, Vereinigte Staaten ATP World Tour 250 – Sand 28E / 16D – $ 535.625/ $ 600.345 | Steve Johnson                      | Thomaz Bellucci                   | 6:4, 4:6, 7:65            |                           |                           |                           |
| 10.04. | US Men’s Clay Court Championship Houston, Vereinigte Staaten ATP World Tour 250 – Sand 28E / 16D – $ 535.625/ $ 600.345 | Julio Peralta Horacio Zeballos     | Dustin Brown Frances Tiafoe       | 4:6, 7:5, [10:6]          |                           |                           |                           |
| 17.04. | Monte-Carlo Rolex Masters Monte-Carlo, Monaco ATP World Tour Masters 1000 – Sand 56E / 24D – € 4.273.775/ € 4.629.725   | Rafael Nadal                       | Albert Ramos Viñolas              | 6:2, 6:3                  |                           |                           |                           |
| 17.04. | Monte-Carlo Rolex Masters Monte-Carlo, Monaco ATP World Tour Masters 1000 – Sand 56E / 24D – € 4.273.775/ € 4.629.725   | Rohan Bopanna Pablo Cuevas         | Feliciano López Marc López        | 6:3, 3:6, [10:4]          |                           |                           |                           |
| 24.04. | Barcelona Open Banc Sabadell Barcelona, Spanien ATP World Tour 500 – Sand 48E / 16D – € 2.324.905/ € 2.604.340          | Rafael Nadal                       | Dominic Thiem                     | 6:4, 6:1                  |                           |                           |                           |
| 24.04. | Barcelona Open Banc Sabadell Barcelona, Spanien ATP World Tour 500 – Sand 48E / 16D – € 2.324.905/ € 2.604.340          | Florin Mergea Aisam-ul-Haq Qureshi | Philipp Petzschner Alexander Peya | 6:4, 6:3                  |                           |                           |                           |
| 24.04. | Hungarian Open Budapest, Ungarn ATP World Tour 250 – Sand 28E / 16D – € 482.060/ € 540.310                              | Lucas Pouille                      | Aljaž Bedene                      | 6:3, 6:1                  |                           |                           |                           |
| 24.04. | Hungarian Open Budapest, Ungarn ATP World Tour 250 – Sand 28E / 16D – € 482.060/ € 540.310                              | Brian Baker Nikola Mektić          | Juan Sebastián Cabal Robert Farah | 7:62, 6:4                 |                           |                           |                           |

### Mai
| Datum  | Turnier | Sieger                              | Finalgegner                          | Ergebnis          |
| ------ | --- | ----------------------------------- | ------------------------------------ | ----------------- |
| 01.05. | Millennium Estoril Open Estoril, Portugal ATP World Tour 250 – Sand 28E / 16D – € 482.060/ € 540.310             | Pablo Carreño Busta                 | Gilles Müller                        | 6:2, 7:65         |
| 01.05. | Millennium Estoril Open Estoril, Portugal ATP World Tour 250 – Sand 28E / 16D – € 482.060/ € 540.310             | Ryan Harrison Michael Venus         | David Marrero Tommy Robredo          | 7:5, 6:2          |
| 01.05. | BMW Open München, Deutschland ATP World Tour 250 – Sand 28E / 16D – € 482.060/ € 540.310                         | Alexander Zverev                    | Guido Pella                          | 6:4, 6:3          |
| 01.05. | BMW Open München, Deutschland ATP World Tour 250 – Sand 28E / 16D – € 482.060/ € 540.310                         | Juan Sebastián Cabal Robert Farah   | Jérémy Chardy Fabrice Martin         | 6:3, 6:3          |
| 01.05. | TEB BNP Paribas Istanbul Open Istanbul, Türkei ATP World Tour 250 – Sand 28E / 16D – € 439.005/ € 497.255        | Marin Čilić                         | Milos Raonic                         | 7:63, 6:3         |
| 01.05. | TEB BNP Paribas Istanbul Open Istanbul, Türkei ATP World Tour 250 – Sand 28E / 16D – € 439.005/ € 497.255        | Roman Jebavý Jiří Veselý            | Tuna Altuna Alessandro Motti         | 6:0, 6:0          |
| 08.05. | Mutua Madrid Open Madrid, Spanien ATP World Tour Masters 1000 – Sand 56E / 24D – € 5.439.350/ € 6.408.230        | Rafael Nadal                        | Dominic Thiem                        | 7:68, 6:4         |
| 08.05. | Mutua Madrid Open Madrid, Spanien ATP World Tour Masters 1000 – Sand 56E / 24D – € 5.439.350/ € 6.408.230        | Łukasz Kubot Marcelo Melo           | Nicolas Mahut Édouard Roger-Vasselin | 7:5, 6:3          |
| 15.05. | Internazionali BNL d’Italia Rom, Italien ATP World Tour Masters 1000 – Sand 56E / 24D – € 4.273.775/ € 4.835.975 | Alexander Zverev                    | Novak Đoković                        | 6:4, 6:3          |
| 15.05. | Internazionali BNL d’Italia Rom, Italien ATP World Tour Masters 1000 – Sand 56E / 24D – € 4.273.775/ € 4.835.975 | Pierre-Hugues Herbert Nicolas Mahut | Ivan Dodig Marcel Granollers         | 4:6, 6:4, [10:3]  |
| 22.05. | Banque Eric Sturdza Geneva Open Genf, Schweiz ATP World Tour 250 – Sand 28E / 16D – € 482.060/ € 540.310         | Stan Wawrinka                       | Mischa Zverev                        | 4:6, 6:3, 6:3     |
| 22.05. | Banque Eric Sturdza Geneva Open Genf, Schweiz ATP World Tour 250 – Sand 28E / 16D – € 482.060/ € 540.310         | Jean-Julien Rojer Horia Tecău       | Juan Sebastián Cabal Robert Farah    | 2:6, 7:69, [10:6] |
| 22.05. | Open Parc Auvergne-Rhône-Alpes Lyon Lyon, Frankreich ATP World Tour 250 – Sand 28E / 16D – € 482.060/ € 540.310  | Jo-Wilfried Tsonga                  | Tomáš Berdych                        | 7:62, 7:5         |
| 22.05. | Open Parc Auvergne-Rhône-Alpes Lyon Lyon, Frankreich ATP World Tour 250 – Sand 28E / 16D – € 482.060/ € 540.310  | Andrés Molteni Adil Shamasdin       | Marcus Daniell Marcelo Demoliner     | 6:3, 3:6, [10:5]  |
| 29.05. | Roland Garros Paris, Frankreich Grand Slam – Sand 128E / 64D / 32MX – € 36.000.000                               | Rafael Nadal                        | Stan Wawrinka                        | 6:2, 6:3, 6:1     |
| 29.05. | Roland Garros Paris, Frankreich Grand Slam – Sand 128E / 64D / 32MX – € 36.000.000                               | Ryan Harrison Michael Venus         | Santiago González Donald Young       | 7:65, 6:74, 6:3   |
| 29.05. | Roland Garros Paris, Frankreich Grand Slam – Sand 128E / 64D / 32MX – € 36.000.000                               | Gabriela Dabrowski Rohan Bopanna    | Anna-Lena Grönefeld Robert Farah     | 2:6, 6:2, [12:10] |

### Juni
| Datum  | Turnier | Sieger                                | Finalgegner                             | Ergebnis          |
| ------ | --- | ------------------------------------- | --------------------------------------- | ----------------- |
| 12.06. | Ricoh Open ’s-Hertogenbosch, Niederlande ATP World Tour 250 – Rasen 28E / 16D – € 589.185 / € 660.375               | Gilles Müller                         | Ivo Karlović                            | 7:65, 7:64        |
| 12.06. | Ricoh Open ’s-Hertogenbosch, Niederlande ATP World Tour 250 – Rasen 28E / 16D – € 589.185 / € 660.375               | Łukasz Kubot Marcelo Melo             | Raven Klaasen Rajeev Ram                | 6:3, 6:4          |
| 12.06. | MercedesCup Stuttgart, Deutschland ATP World Tour 250 – Rasen 28E / 16D – € 630.785 / € 701.975                     | Lucas Pouille                         | Feliciano López                         | 4:6, 7:65, 6:4    |
| 12.06. | MercedesCup Stuttgart, Deutschland ATP World Tour 250 – Rasen 28E / 16D – € 630.785 / € 701.975                     | Jamie Murray Bruno Soares             | Oliver Marach Mate Pavić                | 6:74, 7:5, [10:5] |
| 19.06. | Gerry Weber Open Halle, Deutschland ATP World Tour 500 – Rasen 32E / 16D – € 1.836.660 / € 1.966.095                | Roger Federer                         | Alexander Zverev                        | 6:1, 6:3          |
| 19.06. | Gerry Weber Open Halle, Deutschland ATP World Tour 500 – Rasen 32E / 16D – € 1.836.660 / € 1.966.095                | Łukasz Kubot Marcelo Melo             | Alexander Zverev Mischa Zverev          | 5:7, 6:3, [10:8]  |
| 19.06. | AEGON Championships London, Vereinigtes Königreich ATP World Tour 500 – Rasen 32E / 16D – € 1.836.660 / € 1.966.095 | Feliciano López                       | Marin Čilić                             | 4:6, 7:62, 7:68   |
| 19.06. | AEGON Championships London, Vereinigtes Königreich ATP World Tour 500 – Rasen 32E / 16D – € 1.836.660 / € 1.966.095 | Jamie Murray Bruno Soares             | Julien Benneteau Édouard Roger-Vasselin | 6:2, 6:3          |
| 26.06. | AEGON International Eastbourne, Vereinigtes Königreich ATP World Tour 250 – Rasen 48E / 16D – € 635.660 / € 693.910 | Novak Đoković                         | Gaël Monfils                            | 6:3, 6:4          |
| 26.06. | AEGON International Eastbourne, Vereinigtes Königreich ATP World Tour 250 – Rasen 48E / 16D – € 635.660 / € 693.910 | Bob Bryan Mike Bryan                  | Rohan Bopanna André Sá                  | 6:74, 6:4, [10:3] |
| 26.06. | Antalya Open Antalya, Türkei ATP World Tour 250 – Rasen 32E / 16D – € 439.005 / € 497.255                           | Yūichi Sugita                         | Adrian Mannarino                        | 6:1, 7:64         |
| 26.06. | Antalya Open Antalya, Türkei ATP World Tour 250 – Rasen 32E / 16D – € 439.005 / € 497.255                           | Robert Lindstedt Aisam-ul-Haq Qureshi | Oliver Marach Mate Pavić                | 7:5, 4:1 aufgg.   |

### Juli
| Datum  | Turnier | Sieger                           | Finalgegner                                | Ergebnis                   |
| ------ | --- | -------------------------------- | ------------------------------------------ | -------------------------- |
| 03.07. | Wimbledon London, Vereinigtes Königreich Grand Slam – Rasen 128E / 64D / 48MX – £ 31.600.000                      | Roger Federer                    | Marin Čilić                                | 6:3, 6:1, 6:4              |
| 03.07. | Wimbledon London, Vereinigtes Königreich Grand Slam – Rasen 128E / 64D / 48MX – £ 31.600.000                      | Łukasz Kubot Marcelo Melo        | Oliver Marach Mate Pavić                   | 5:7, 7:5, 7:62, 3:6, 13:11 |
| 03.07. | Wimbledon London, Vereinigtes Königreich Grand Slam – Rasen 128E / 64D / 48MX – £ 31.600.000                      | Martina Hingis Jamie Murray      | Heather Watson Henri Kontinen              | 6:4, 6:4                   |
| 17.07. | Plava Laguna Croatia Open Umag Umag, Kroatien ATP World Tour 250 – Sand 28E / 16D – € 482.060 / € 540.310         | Andrei Rubljow                   | Paolo Lorenzi                              | 6:4, 6:2                   |
| 17.07. | Plava Laguna Croatia Open Umag Umag, Kroatien ATP World Tour 250 – Sand 28E / 16D – € 482.060 / € 540.310         | Guillermo Durán Andrés Molteni   | Marin Draganja Tomislav Draganja           | 6:3, 6:74, [10:6]          |
| 17.07. | SkiStar Swedish Open Båstad, Schweden ATP World Tour 250 – Sand 28E / 16D – € 482.060 / € 540.310                 | David Ferrer                     | Oleksandr Dolhopolow                       | 6:4, 6:4                   |
| 17.07. | SkiStar Swedish Open Båstad, Schweden ATP World Tour 250 – Sand 28E / 16D – € 482.060 / € 540.310                 | Julian Knowle Philipp Petzschner | Sander Arends Matwé Middelkoop             | 6:2, 3:6, [10:7]           |
| 17.07. | Hall of Fame Tennis Open Newport, Vereinigte Staaten ATP World Tour 250 – Rasen 28E / 16D – $ 535.625 / $ 600.345 | John Isner                       | Matthew Ebden                              | 6:3, 7:64                  |
| 17.07. | Hall of Fame Tennis Open Newport, Vereinigte Staaten ATP World Tour 250 – Rasen 28E / 16D – $ 535.625 / $ 600.345 | Aisam-ul-Haq Qureshi Rajeev Ram  | Matt Reid John-Patrick Smith               | 6:4, 4:6, [10:7]           |
| 24.07. | German Tennis Championships Hamburg, Deutschland ATP World Tour 500 – Sand 32E / 16D – € 1.499.940 / € 1.629.375  | Leonardo Mayer                   | Florian Mayer                              | 6:4, 4:6, 6:3              |
| 24.07. | German Tennis Championships Hamburg, Deutschland ATP World Tour 500 – Sand 32E / 16D – € 1.499.940 / € 1.629.375  | Ivan Dodig Mate Pavić            | Pablo Cuevas Marc López                    | 6:3, 6:4                   |
| 24.07. | BB&T Atlanta Open Atlanta, Vereinigte Staaten ATP World Tour 250 – Hartplatz 28E / 16D – $ 642.750 / $ 720.410    | John Isner                       | Ryan Harrison                              | 7:66, 7:67                 |
| 24.07. | BB&T Atlanta Open Atlanta, Vereinigte Staaten ATP World Tour 250 – Hartplatz 28E / 16D – $ 642.750 / $ 720.410    | Bob Bryan Mike Bryan             | Wesley Koolhof Artem Sitak                 | 6:3, 6:4                   |
| 24.07. | Swiss Open Gstaad Gstaad, Schweiz ATP World Tour 250 – Sand 28E / 16D – € 482.060 / € 540.310                     | Fabio Fognini                    | Yannick Hanfmann                           | 6:4, 7:5                   |
| 24.07. | Swiss Open Gstaad Gstaad, Schweiz ATP World Tour 250 – Sand 28E / 16D – € 482.060 / € 540.310                     | Oliver Marach Philipp Oswald     | Jonathan Eysseric Franko Škugor            | 6:3, 4:6, [10:8]           |
| 31.07. | Citi Open Washington, Vereinigte Staaten ATP World Tour 500 – Hartplatz 48E / 16D – $ 1.750.080 / $ 2.002.460     | Alexander Zverev                 | Kevin Anderson                             | 6:4, 6:4                   |
| 31.07. | Citi Open Washington, Vereinigte Staaten ATP World Tour 500 – Hartplatz 48E / 16D – $ 1.750.080 / $ 2.002.460     | Henri Kontinen John Peers        | Łukasz Kubot Marcelo Melo                  | 7:65, 6:4                  |
| 31.07. | Abierto Mexicano Los Cabos Los Cabos, Mexiko ATP World Tour 250 – Hartplatz 28E / 16D – $ 637.395 / $ 727.995     | Sam Querrey                      | Thanasi Kokkinakis                         | 6:3, 3:6, 6:2              |
| 31.07. | Abierto Mexicano Los Cabos Los Cabos, Mexiko ATP World Tour 250 – Hartplatz 28E / 16D – $ 637.395 / $ 727.995     | Juan Sebastián Cabal Treat Huey  | Sergio Galdós Roberto Maytín               | 6:2, 6:3                   |
| 31.07. | Generali Open Kitzbühel, Österreich ATP World Tour 250 – Sand 28E / 16D – € 482.060 / € 540.310                   | Philipp Kohlschreiber            | João Sousa                                 | 6:3, 6:4                   |
| 31.07. | Generali Open Kitzbühel, Österreich ATP World Tour 250 – Sand 28E / 16D – € 482.060 / € 540.310                   | Pablo Cuevas Guillermo Durán     | Hans Podlipnik-Castillo Andrej Wassileuski | 6:4, 4:6, [12:10]          |

### August
| Datum  | Turnier | Sieger                              | Finalgegner                    | Ergebnis         |
| ------ | --- | ----------------------------------- | ------------------------------ | ---------------- |
| 07.08. | Rogers Cup Montreal, Kanada ATP World Tour Masters 1000 – Hartplatz 56E / 24D – $ 4.662.300 / $ 5.275.595                            | Alexander Zverev                    | Roger Federer                  | 6:3, 6:4         |
| 07.08. | Rogers Cup Montreal, Kanada ATP World Tour Masters 1000 – Hartplatz 56E / 24D – $ 4.662.300 / $ 5.275.595                            | Pierre-Hugues Herbert Nicolas Mahut | Rohan Bopanna Ivan Dodig       | 6:4, 3:6, [10:6] |
| 14.08. | Western & Southern Open Cincinnati, Vereinigte Staaten ATP World Tour Masters 1000 – Hartplatz 56E / 24D – $ 4.973.120 / $ 5.627.305 | Grigor Dimitrow                     | Nick Kyrgios                   | 6:3, 7:5         |
| 14.08. | Western & Southern Open Cincinnati, Vereinigte Staaten ATP World Tour Masters 1000 – Hartplatz 56E / 24D – $ 4.973.120 / $ 5.627.305 | Pierre-Hugues Herbert Nicolas Mahut | Jamie Murray Bruno Soares      | 7:66, 6:4        |
| 21.08. | Winston-Salem , Vereinigte Staaten ATP World Tour 250 – Hartplatz 48E / 16D – 664.825 $ / 748.960 $                                  | Roberto Bautista Agut               | Damir Džumhur                  | 6:4, 6:4         |
| 21.08. | Winston-Salem , Vereinigte Staaten ATP World Tour 250 – Hartplatz 48E / 16D – 664.825 $ / 748.960 $                                  | Jean-Julien Rojer Horia Tecău       | Julio Peralta Horacio Zeballos | 6:3, 6:4         |
| 28.08. | US Open New York, Vereinigte Staaten Grand Slam – Hartplatz 128E / 64D / 32MX – 50.464.800 $                                         | Rafael Nadal                        | Kevin Anderson                 | 6:3, 6:3, 6:4    |
| 28.08. | US Open New York, Vereinigte Staaten Grand Slam – Hartplatz 128E / 64D / 32MX – 50.464.800 $                                         | Jean-Julien Rojer Horia Tecău       | Feliciano López Marc López     | 6:4, 6:3         |
| 28.08. | US Open New York, Vereinigte Staaten Grand Slam – Hartplatz 128E / 64D / 32MX – 50.464.800 $                                         | Martina Hingis Jamie Murray         | Chan Hao-ching Michael Venus   | 6:1, 4:6, [10:8] |

### September
| Datum  | Turnier | Sieger                                  | Finalgegner                      | Ergebnis               |
| ------ | --- | --------------------------------------- | -------------------------------- | ---------------------- |
| 15.09. | Davis Cup – Halbfinale | Davis Cup – Halbfinale                  | Davis Cup – Halbfinale           | Davis Cup – Halbfinale |
| 18.09. | Moselle Open Metz, Frankreich ATP World Tour 250 – Hartplatz (Halle) 28E / 16D – $ 482.060 / $ 540.310                      | Peter Gojowczyk                         | Benoît Paire                     | 7:5, 6:2               |
| 18.09. | Moselle Open Metz, Frankreich ATP World Tour 250 – Hartplatz (Halle) 28E / 16D – $ 482.060 / $ 540.310                      | Julien Benneteau Édouard Roger-Vasselin | Wesley Koolhof Artem Sitak       | 7:5, 6:3               |
| 18.09. | St. Petersburg Open Sankt Petersburg, Russland ATP World Tour 250 – Hartplatz (Halle) 28E / 16D – $ 1.000.000 / $ 1.064.715 | Damir Džumhur                           | Fabio Fognini                    | 3:6, 6:4, 6:2          |
| 18.09. | St. Petersburg Open Sankt Petersburg, Russland ATP World Tour 250 – Hartplatz (Halle) 28E / 16D – $ 1.000.000 / $ 1.064.715 | Roman Jebavý Matwé Middelkoop           | Julio Peralta Horacio Zeballos   | 6:4, 6:4               |
| 25.09. | Chengdu Open Chengdu, Volksrepublik China ATP World Tour 250 – Hartplatz 32E / 16D – $ 1.028.885 / $ 1.138.910              | Denis Istomin                           | Marcos Baghdatis                 | 3:2 aufgg.             |
| 25.09. | Chengdu Open Chengdu, Volksrepublik China ATP World Tour 250 – Hartplatz 32E / 16D – $ 1.028.885 / $ 1.138.910              | Jonathan Erlich Aisam-ul-Haq Qureshi    | Marcus Daniell Marcelo Demoliner | 6:3, 7:63              |
| 25.09. | Shenzhen Open Shenzhen, Volksrepublik China ATP World Tour 250 – Hartplatz 28E / 16D – $ 666.960 / $ 731.680                | David Goffin                            | Oleksandr Dolhopolow             | 6:4, 6:75, 6:3         |
| 25.09. | Shenzhen Open Shenzhen, Volksrepublik China ATP World Tour 250 – Hartplatz 28E / 16D – $ 666.960 / $ 731.680                | Alexander Peya Rajeev Ram               | Nikola Mektić Nicholas Monroe    | 6:3, 6:2               |

### Oktober
| Datum  | Turnier | Sieger                          | Finalgegner                            | Ergebnis           |
| ------ | --- | ------------------------------- | -------------------------------------- | ------------------ |
| 02.10. | China Open Peking, China ATP World Tour 500 – Hartplatz 32E / 16D – $ 3.028.080 / $ 4.280.460                               | Rafael Nadal                    | Nick Kyrgios                           | 6:2, 6:1           |
| 02.10. | China Open Peking, China ATP World Tour 500 – Hartplatz 32E / 16D – $ 3.028.080 / $ 4.280.460                               | Henri Kontinen John Peers       | John Isner Jack Sock                   | 6:3, 3:6, [10:7]   |
| 02.10. | Rakuten Japan Open Tennis Championships Tokio, Japan ATP World Tour 500 – Hartplatz 32E / 16D – $ 1.563.795 / $ 1.706.175   | David Goffin                    | Adrian Mannarino                       | 6:3, 7:5           |
| 02.10. | Rakuten Japan Open Tennis Championships Tokio, Japan ATP World Tour 500 – Hartplatz 32E / 16D – $ 1.563.795 / $ 1.706.175   | Ben McLachlan Yasutaka Uchiyama | Jamie Murray Bruno Soares              | 6:4, 7:61          |
| 09.10. | Shanghai Rolex Masters Shanghai, China ATP World Tour Masters 1000 – Hartplatz 56E / 24D – $ 5.924.890 / $ 8.092.625        | Roger Federer                   | Rafael Nadal                           | 6:4, 6:3           |
| 09.10. | Shanghai Rolex Masters Shanghai, China ATP World Tour Masters 1000 – Hartplatz 56E / 24D – $ 5.924.890 / $ 8.092.625        | Henri Kontinen John Peers       | Łukasz Kubot Marcelo Melo              | 6:4, 6:2           |
| 16.10. | Kremlin Cup Moskau, Russland ATP World Tour 250 – Hartplatz (Halle) 28E / 16D – $ 745.940 / $ 823.600                       | Damir Džumhur                   | Ričardas Berankis                      | 6:2, 1:6, 6:4      |
| 16.10. | Kremlin Cup Moskau, Russland ATP World Tour 250 – Hartplatz (Halle) 28E / 16D – $ 745.940 / $ 823.600                       | Maks Mirny Philipp Oswald       | Damir Džumhur Antonio Šančić           | 6:3, 7:5           |
| 16.10. | If Stockholm Open Stockholm, Schweden ATP World Tour 250 – Hartplatz (Halle) 28E / 16D – € 589.185 / € 660.365              | Juan Martín del Potro           | Grigor Dimitrow                        | 6:4, 6:2           |
| 16.10. | If Stockholm Open Stockholm, Schweden ATP World Tour 250 – Hartplatz (Halle) 28E / 16D – € 589.185 / € 660.365              | Oliver Marach Mate Pavić        | Aisam-ul-Haq Qureshi Jean-Julien Rojer | 3:6, 7:66, [10:4]  |
| 16.10. | European Open Antwerpen, Belgien ATP World Tour 250 – Hartplatz (Halle) 28E / 16D – € 589.185 / € 660.365                   | Jo-Wilfried Tsonga              | Diego Schwartzman                      | 6:3, 7:5           |
| 16.10. | European Open Antwerpen, Belgien ATP World Tour 250 – Hartplatz (Halle) 28E / 16D – € 589.185 / € 660.365                   | Scott Lipsky Divij Sharan       | Santiago González Julio Peralta        | 6:4, 2:6, [10:5]   |
| 23.10. | Swiss Indoors Basel Basel, Schweiz ATP World Tour 500 – Hartplatz (Halle) 32E / 16D – € 1.837.425 / € 2.291.860             | Roger Federer                   | Juan Martín del Potro                  | 6:75, 6:4, 6:3     |
| 23.10. | Swiss Indoors Basel Basel, Schweiz ATP World Tour 500 – Hartplatz (Halle) 32E / 16D – € 1.837.425 / € 2.291.860             | Ivan Dodig Marcel Granollers    | Fabrice Martin Édouard Roger-Vasselin  | 7:5, 7:66          |
| 23.10. | Erste Bank Open 500 Wien, Österreich ATP World Tour 500 – Hartplatz (Halle) 32E / 16D – € 2.035.415 / € 2.621.850           | Lucas Pouille                   | Jo-Wilfried Tsonga                     | 6:1, 6:4           |
| 23.10. | Erste Bank Open 500 Wien, Österreich ATP World Tour 500 – Hartplatz (Halle) 32E / 16D – € 2.035.415 / € 2.621.850           | Rohan Bopanna Pablo Cuevas      | Marcelo Demoliner Sam Querrey          | 7:67, 6:74, [11:9] |
| 30.10. | BNP Paribas Masters Paris, Frankreich ATP World Tour Masters 1000 – Hartplatz (Halle) 48E / 24D – € 4.273.775 / € 4.835.975 | Jack Sock                       | Filip Krajinović                       | 5:7, 6:4, 6:1      |
| 30.10. | BNP Paribas Masters Paris, Frankreich ATP World Tour Masters 1000 – Hartplatz (Halle) 48E / 24D – € 4.273.775 / € 4.835.975 | Łukasz Kubot Marcelo Melo       | Ivan Dodig Marcel Granollers           | 7:63, 3:6, [10:6]  |

### November
| Datum  | Turnier | Sieger                    | Finalgegner               | Ergebnis             |
| ------ | --- | ------------------------- | ------------------------- | -------------------- |
| 06.11. | Next Generation ATP Finals Mailand, Italien Next Generation ATP Finals – Hartplatz (Halle) 8E – $ 1.275.000 | Chung Hyeon               | Andrei Rubljow            | 3:45, 4:32, 4:2, 4:2 |
| 13.11. | ATP Finals London, Vereinigtes Königreich ATP Finals – Hartplatz (Halle) 8E / 8D – $ 7.500.000              | Grigor Dimitrow           | David Goffin              | 7:5, 4:6, 6:3        |
| 13.11. | ATP Finals London, Vereinigtes Königreich ATP Finals – Hartplatz (Halle) 8E / 8D – $ 7.500.000              | Henri Kontinen John Peers | Łukasz Kubot Marcelo Melo | 6:4, 6:2             |
| 24.11. | Davis Cup – Finale                                                                                          | Davis Cup – Finale        | Davis Cup – Finale        | Davis Cup – Finale   |

## Rücktritte
Die folgenden Spieler beendeten 2017 ihre Tenniskarriere:
- Somdev Devvarman – 1. Januar 2017[1]
- Martín Alund – 8. Januar 2017[2]
- Colin Fleming – 18. Januar 2017[3]
- Giovanni Lapentti – 10. Februar 2017[4]
- Albert Montañés – 25. April 2017[5]
- Juan Mónaco – 16. Mai 2017[6]
- Grega Žemlja – August 2017[7]
- Benjamin Becker – 14. September 2017[8]
- Mariusz Fyrstenberg – 18. September 2017[9]
- Marco Chiudinelli – 23. Oktober 2017[10]
- Paul-Henri Mathieu – 29. Oktober 2017[11]
- Dmitri Tursunow – Oktober 2017[12]
- Radek Štěpánek – 14. November 2017[13]
- Rubén Ramírez Hidalgo – gab bekannt, dass 2016 seine letzte Saison als Profispieler sein sollte, spielte aber noch bis September 2017[14]